# Dariusz Banek
Dariusz Banek (ur. 1 czerwca 1967 w Warszawie, zm. 15 marca 2023 tamże) – polski reżyser i scenarzysta.

## Życiorys
Absolwent II Liceum Ogólnokształcącego im. Stefana Batorego w Warszawie (1986), Wydziału Polonistyki Uniwersytetu Warszawskiego (1991), praca magisterska dotyczyła historii idei w literaturze XX wieku: Dramat świata w świecie dramatu oraz Wydziału Reżyserii Akademii Teatralnej im. Aleksandra Zelwerowicza w Warszawie (1995).
Długoletni scenarzysta serialu Samo życie. Od roku 2016 do śmierci w 2023 dramaturg i reżyser Teatru Miejskiego w Lesznie. We wrześniu 2016 odbyła się premiera Królowej Śniegu w jego inscenizacji.
Autor wierszy i tekstów piosenek (m.in: Świat nie jest z tego co pokażesz palcem, Nie ma czasu się śpieszyć, Nie-bieski sunąc cień po zmroku). Mieszkał w Milanówku.
Jego przodkami byli m.in. Stanisław Chromik, Józef Banek.
Pochowany na Cmentarzu Komunalnym Północnym w Warszawie (kwatera W-III-7).